# 第8電影
第8電影（だいはちでんえい）は、埼玉県川口市にあるバーが併設されている映画館。定員は20人。
自主映画や配給からの映画の上映や、トークショー、落語等が公演が執り行われるミニシアターとして開業された。
若手新人監督は、本人の希望により自身の作品を観客が視聴後にトークショーを行うこともある。バー部分では、映画好きの利用客が集い会話を行う。

## アクセス
- JR川口駅（最寄駅）